# Schloss Altenburg (Thüringen)

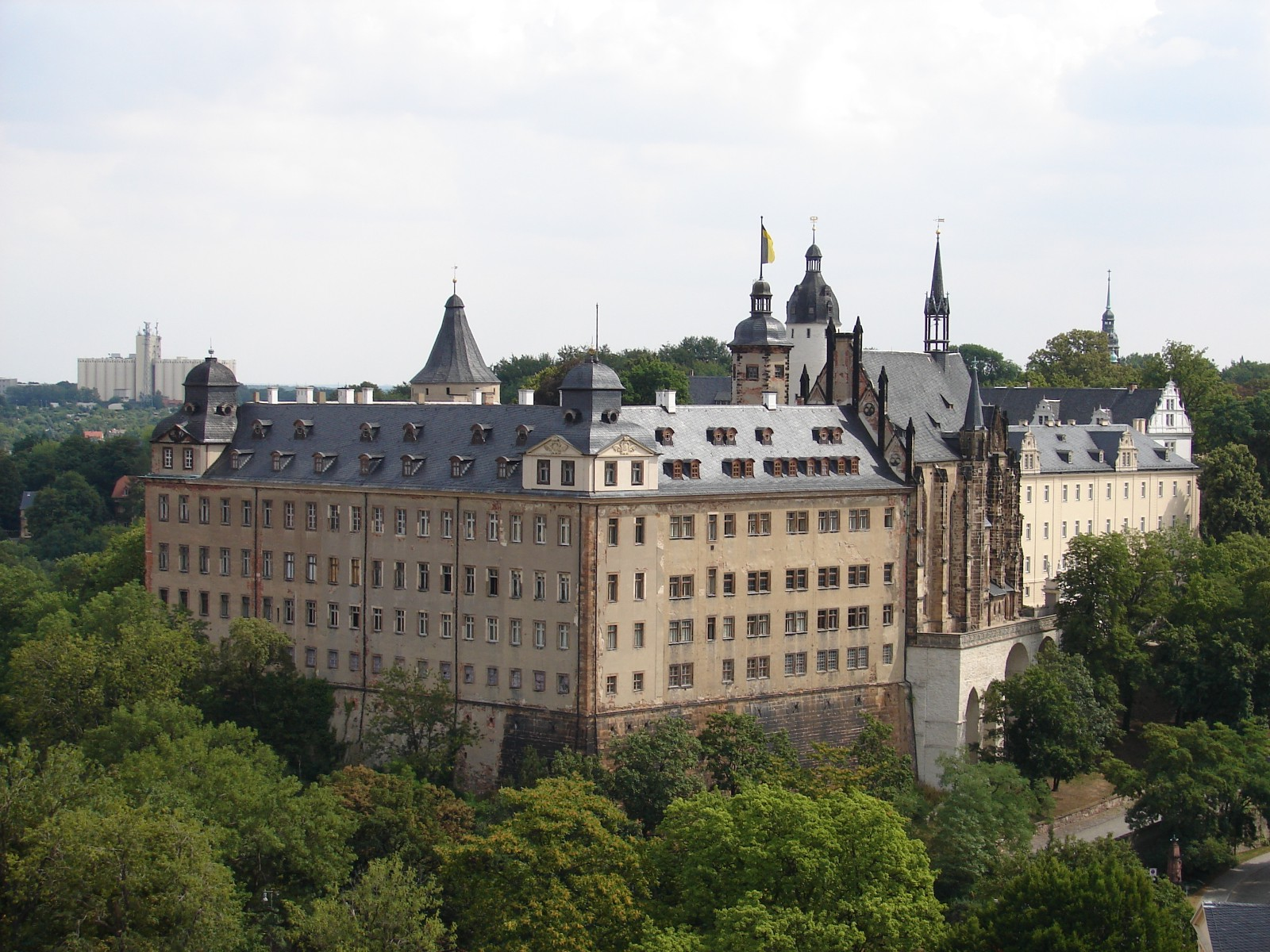
Schloss Altenburg

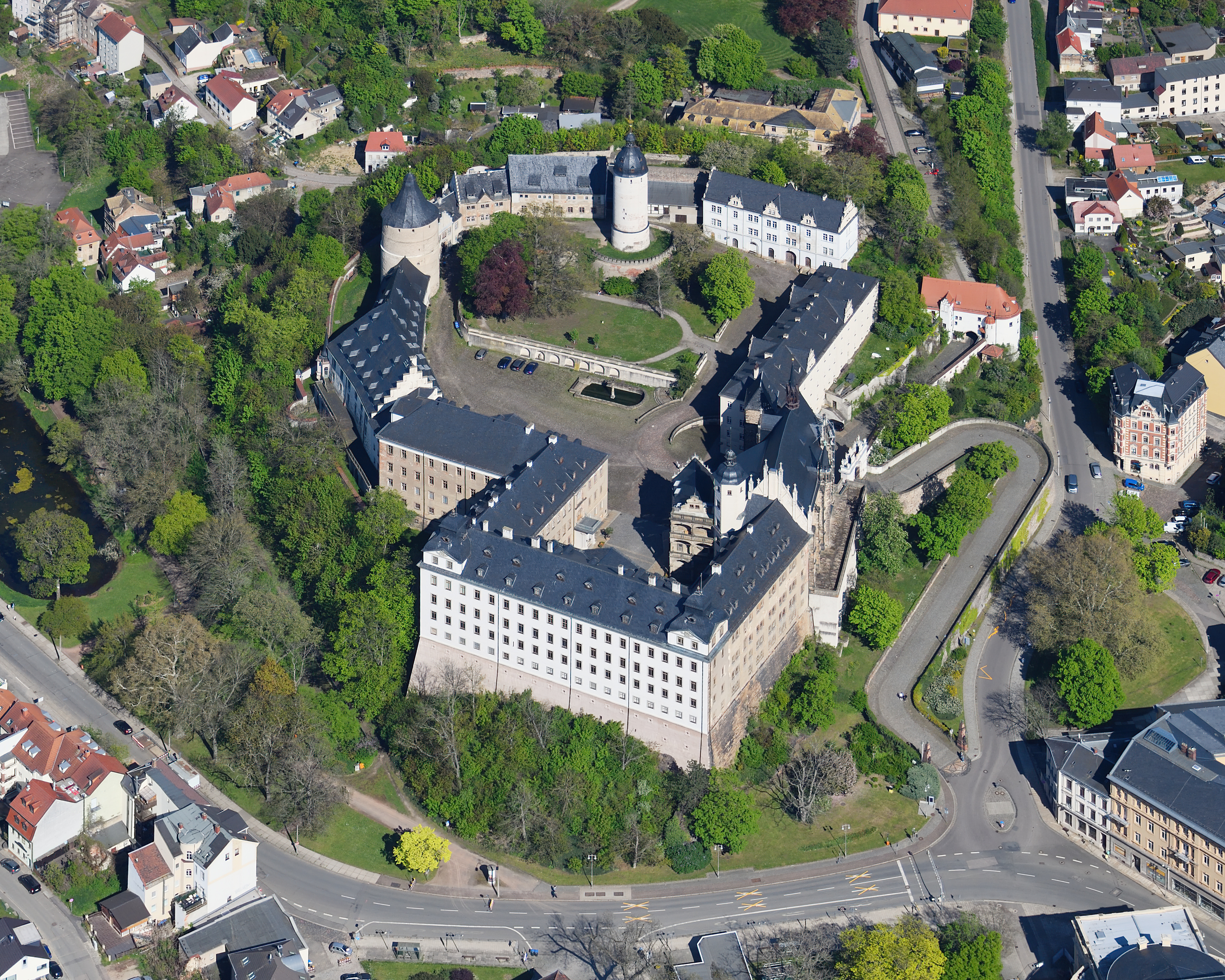
Luftbild des Schlosses

Das Schloss Altenburg ist die ehemalige Residenz der Herzöge von Sachsen-Altenburg auf dem Schlossberg in der thüringischen Stadt Altenburg. Es beherbergt die Ausstellungsbereiche Herzogliche Gemächer 17./18. Jahrhundert, 19./20. Jahrhundert und das Spielkartenmuseum. Die Schlosskirche mit der berühmten Trost-Orgel und einer Baugeschichte seit der Spätgotik sowie die spätmittelalterlichen Turmanlagen sind weitere Sehenswürdigkeiten. Die Festsäle und der Schlosshof sind Veranstaltungsorts für eine Vielzahl kultureller Ereignisse. Das Schloss ist Originalschauplatz des Altenburger Prinzenraubes von 1455.

## Geschichte

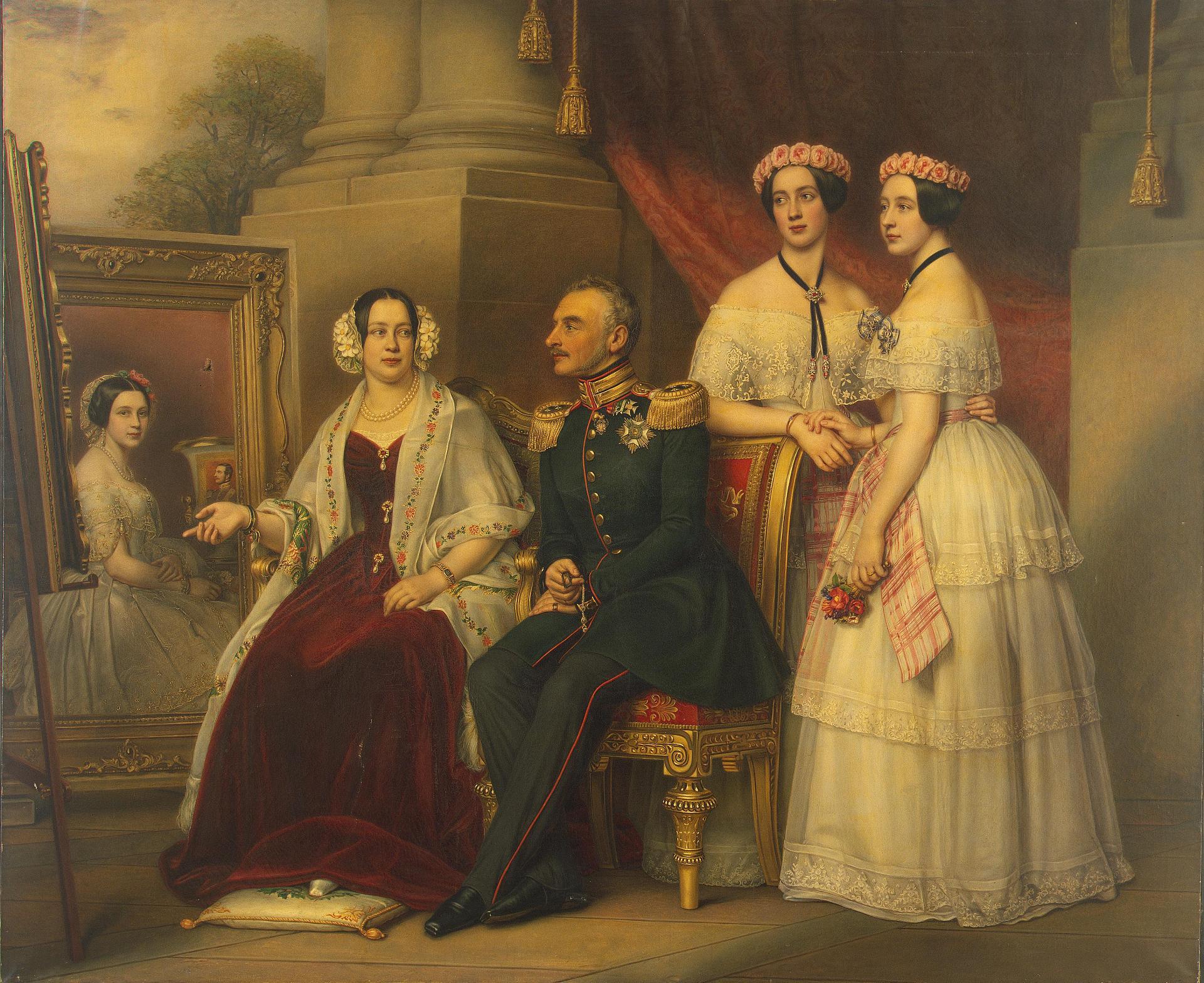
Familienporträt des Herzogs Joseph von Sachsen-Altenburg

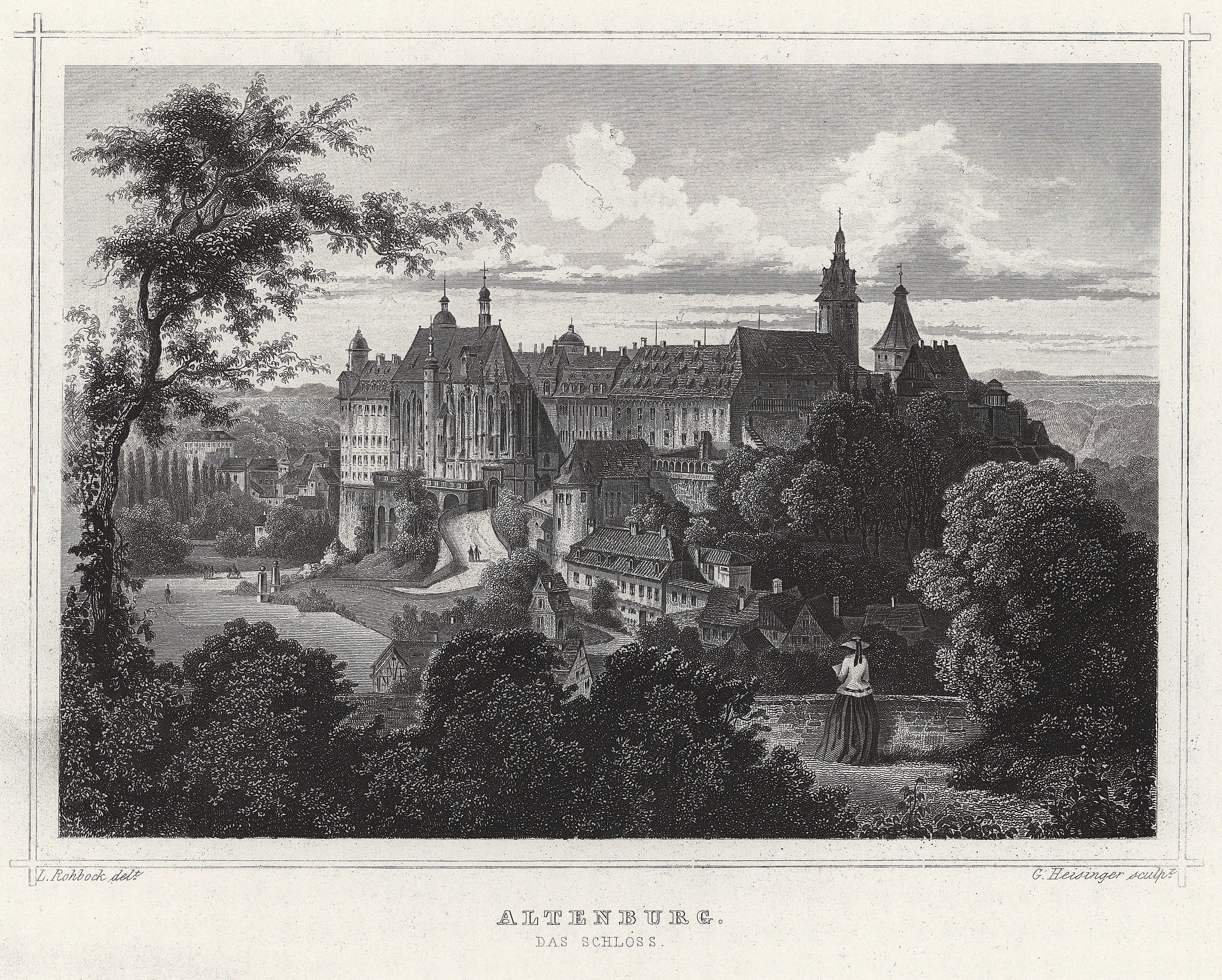
Blick auf das Schloss im 19. Jahrhundert

Die Burg entstand auf einem Porphyrfelsen, damals noch außerhalb der Stadtgrenzen. Vorher befand sich auf dem Platz eine slawische Wallanlage. Die Altenburg wurde erstmals 976 von Kaiser Otto II. erwähnt. Gelegentlich anwesend waren auch die Kaiser Lothar III., Konrad III., Heinrich VI., Otto IV., Friedrich II. Unter Kaiser Friedrich I. (Barbarossa) war im 12. Jahrhundert die Kaiserpfalz ausgebaut worden, er hielt sich zwischen 1165 und 1185 sechsmal hier auf. Im Jahr 1180 belehnte Kaiser Friedrich Barbarossa auf der Altenburger Kaiserpfalz den Pfalzgraf Otto von Wittelsbach mit dem Herzogtum Bayern. Ein Gemälde im Schloss erinnert an dieses Ereignis. Zur Sicherung und Verwaltung des königlichen Gutes in und um die Kaiserpfalz Altenburg waren zwischen 1147 und 1329 die Burggrafen von Altenburg eingesetzt.
Im Jahr 1307 übernahmen die Wettiner die Herrschaft in Altenburg. Aufsehen erregte 1455 die Entführung der Prinzen Ernst und Albrecht durch den Ritter Kunz von Kauffungen (Altenburger Prinzenraub). Im 17. Jahrhundert wurde Altenburg zur Residenz der Herzöge von Sachsen-Gotha-Altenburg. Zwischen 1706 und 1744 wurde die Burg durch die Herzöge Friedrich II. und Friedrich III. zum Schloss ausgebaut. Im Jahr 1868 kam es zu einem schweren Brand auf dem Schloss, dabei brannten das Prinzenpalais und das Kornhaus aus. Sechs Feuerwehrleute kamen ums Leben. Von 1826 bis 1918 diente das Schloss als herzogliche Residenz des jüngeren Hauses Sachsen-Altenburg. Seit Ende 1918 wird es von der Stadt Altenburg genutzt, am 10. April 1943 wurde es vom ehemaligen Herzog Ernst II. auch formal der Stadt übereignet. Am 23. April 1987 kam es zum letzten Großbrand im Schlosskomplex, bei dem die Junkerei fast völlig niederbrannte.

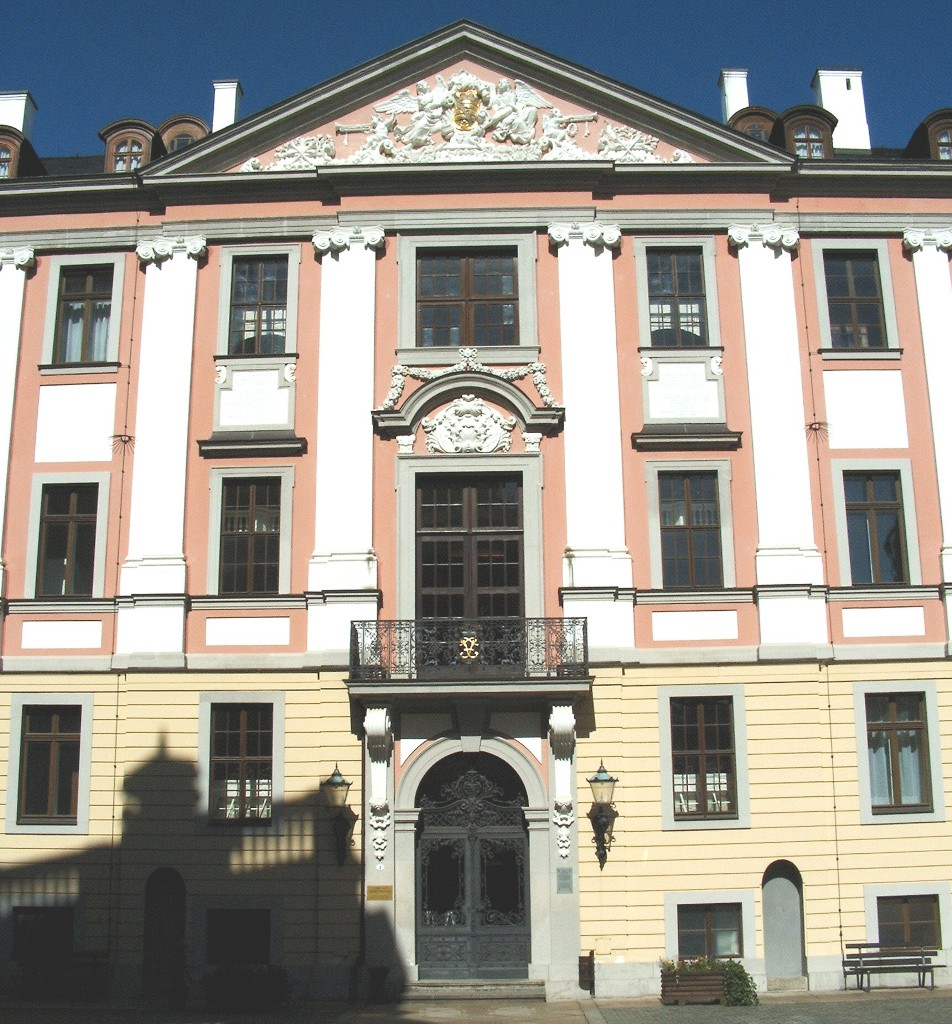
Corps de Logis

## Bauwerke

### Corps de Logis
Im Corps de Logis befinden sich neben den prächtigen Residenzräumen auch der Bachsaal, der barocke Festsaal und der klassizistische Goldsaal. Der barocke Bau ist aufgrund der örtlichen Gegebenheiten nicht wie sonst üblich das zentrale Gebäude des Schlosskomplexes, sondern stellt den westlichen Teil des Schlosses dar. Auf dem Dach über dem Haupteingang sollte noch ein prunkvoller Turm entstehen, der jedoch nie realisiert wurde. Auf einigen Gemälden und Zeichnungen wurde dieser aber schon abgebildet.

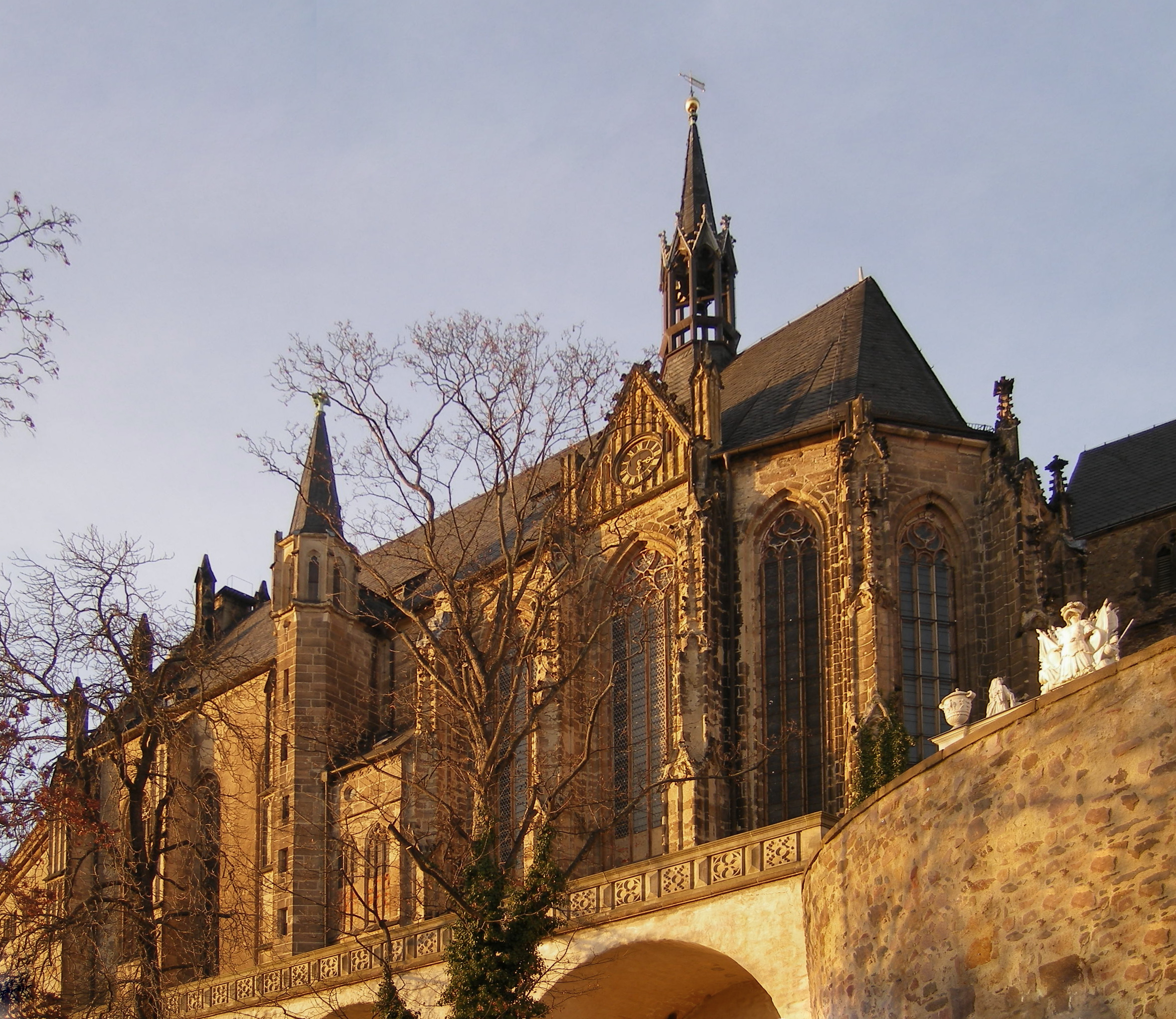
Schlosskirche von Süden auf dem Altan

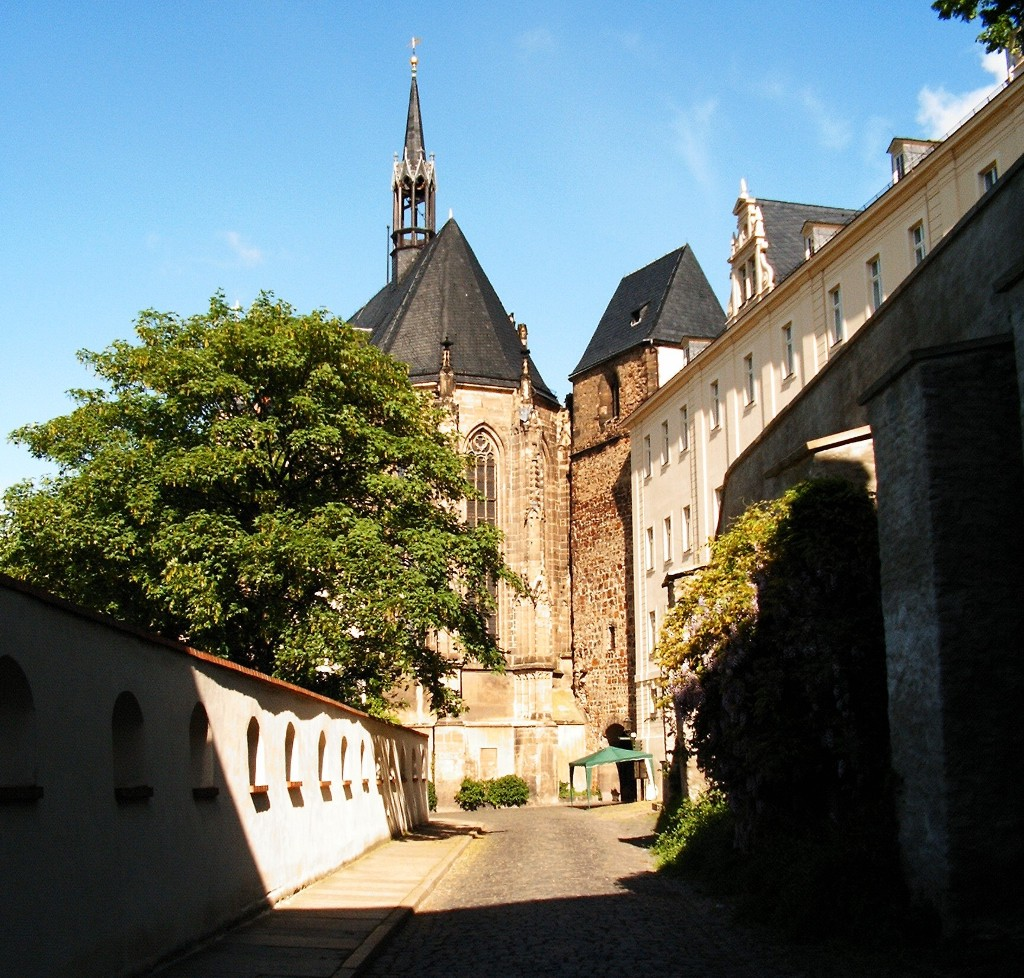
Zwinger mit Schlosskirche

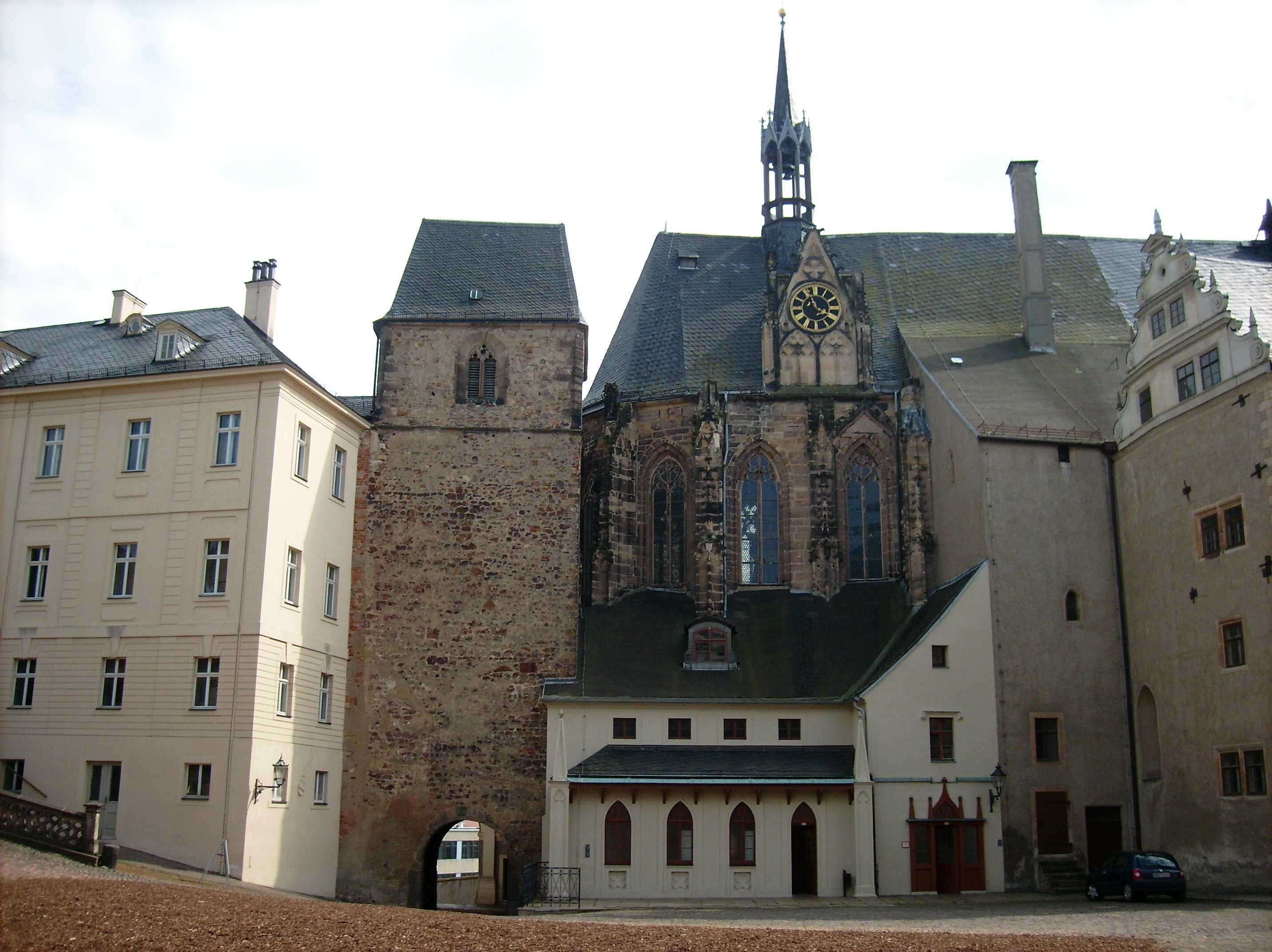
Schlosshof

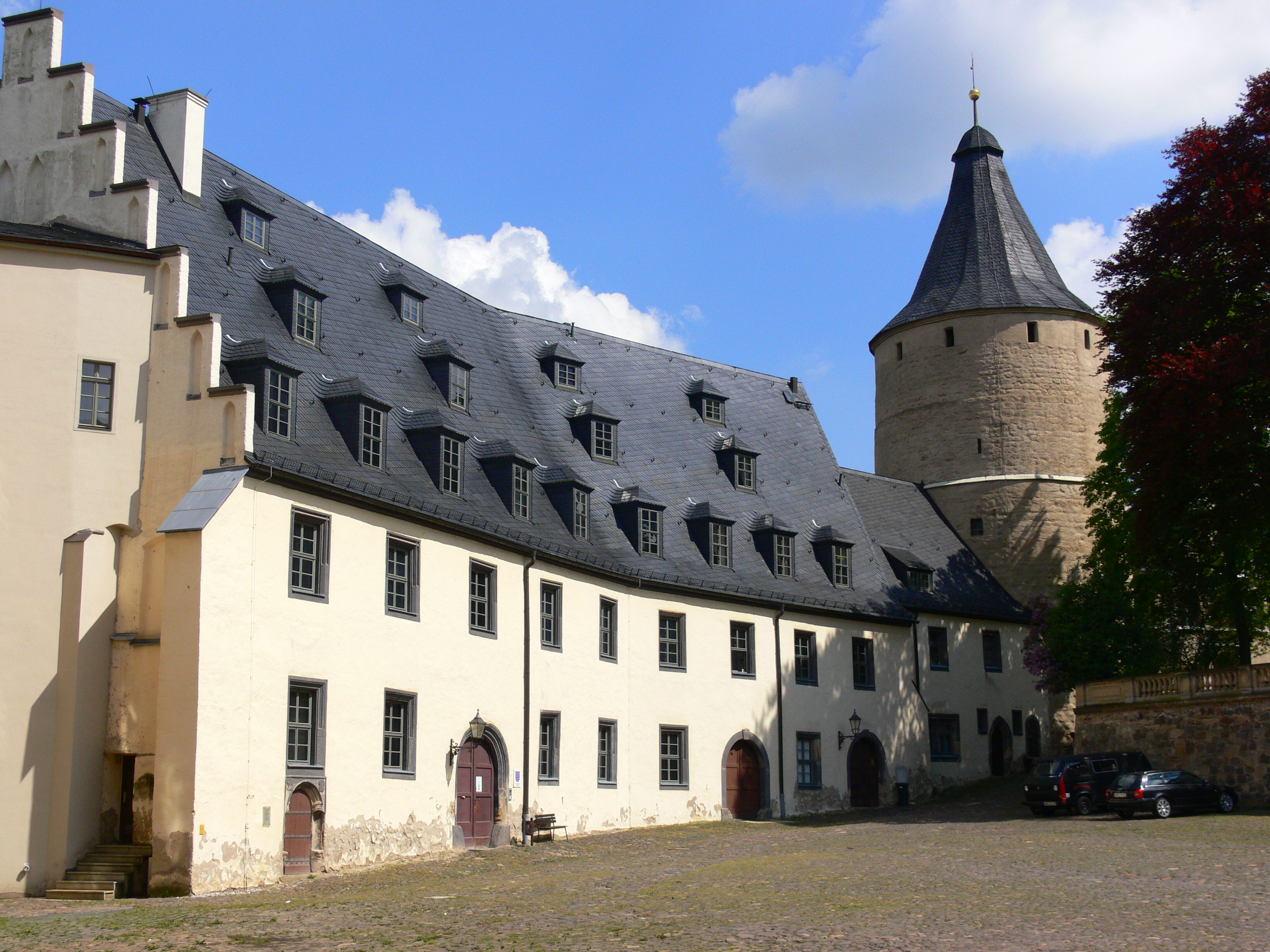
Junkerei und Flasche

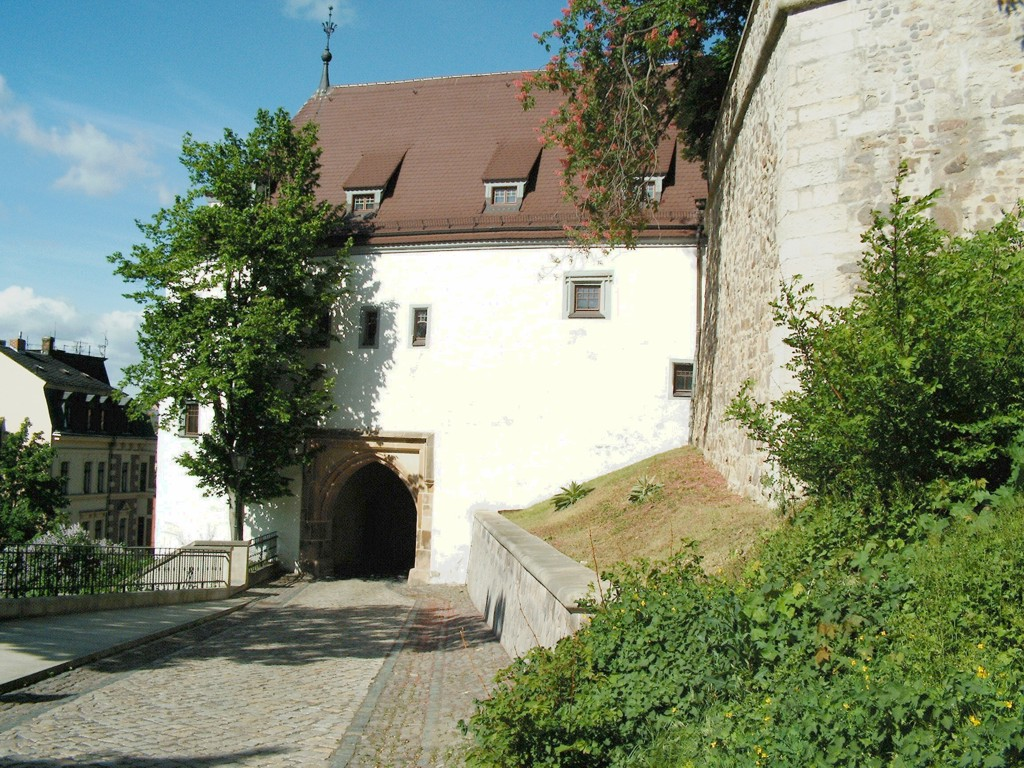
Torhaus

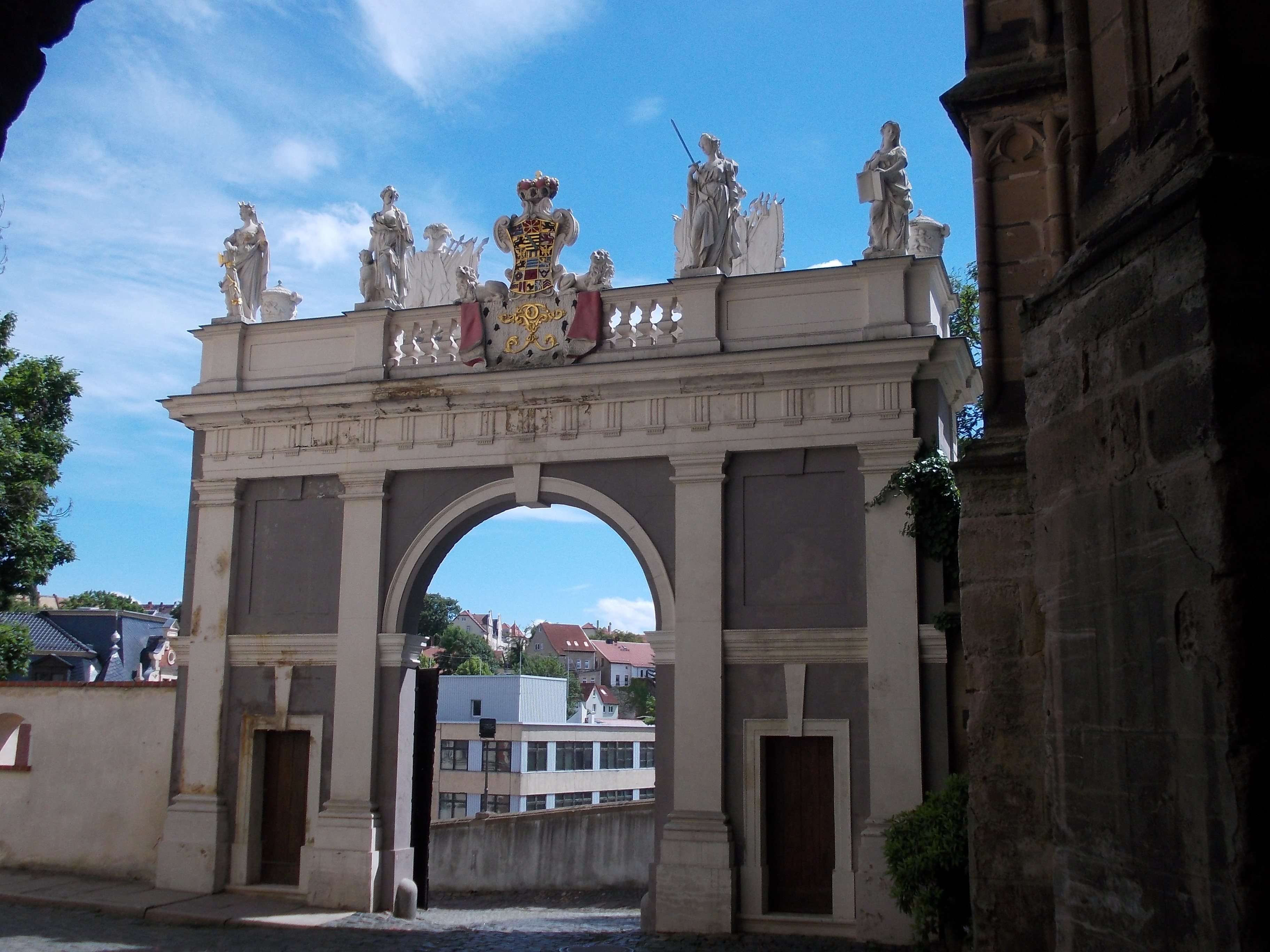
Triumphtor

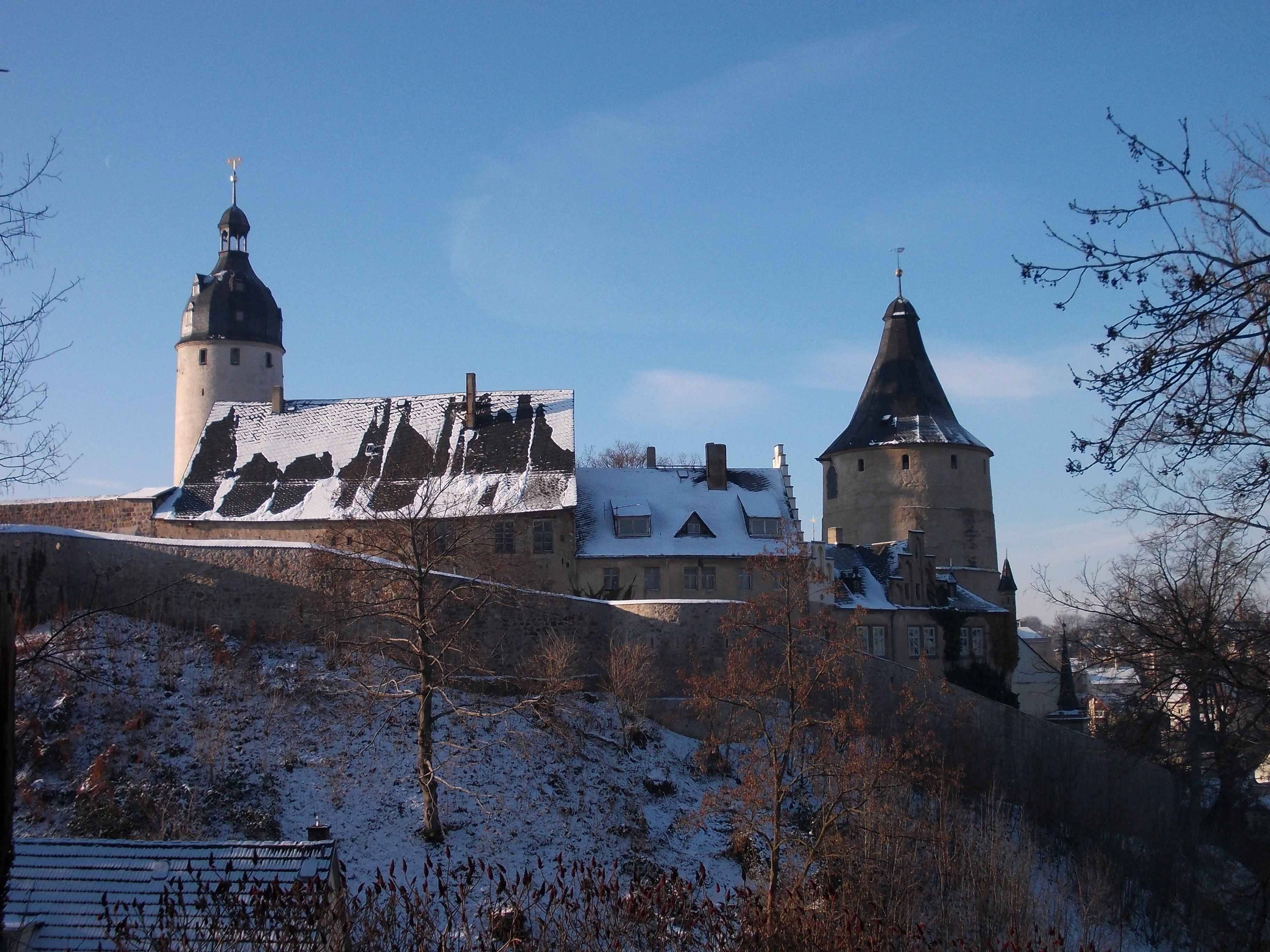
Parkseite

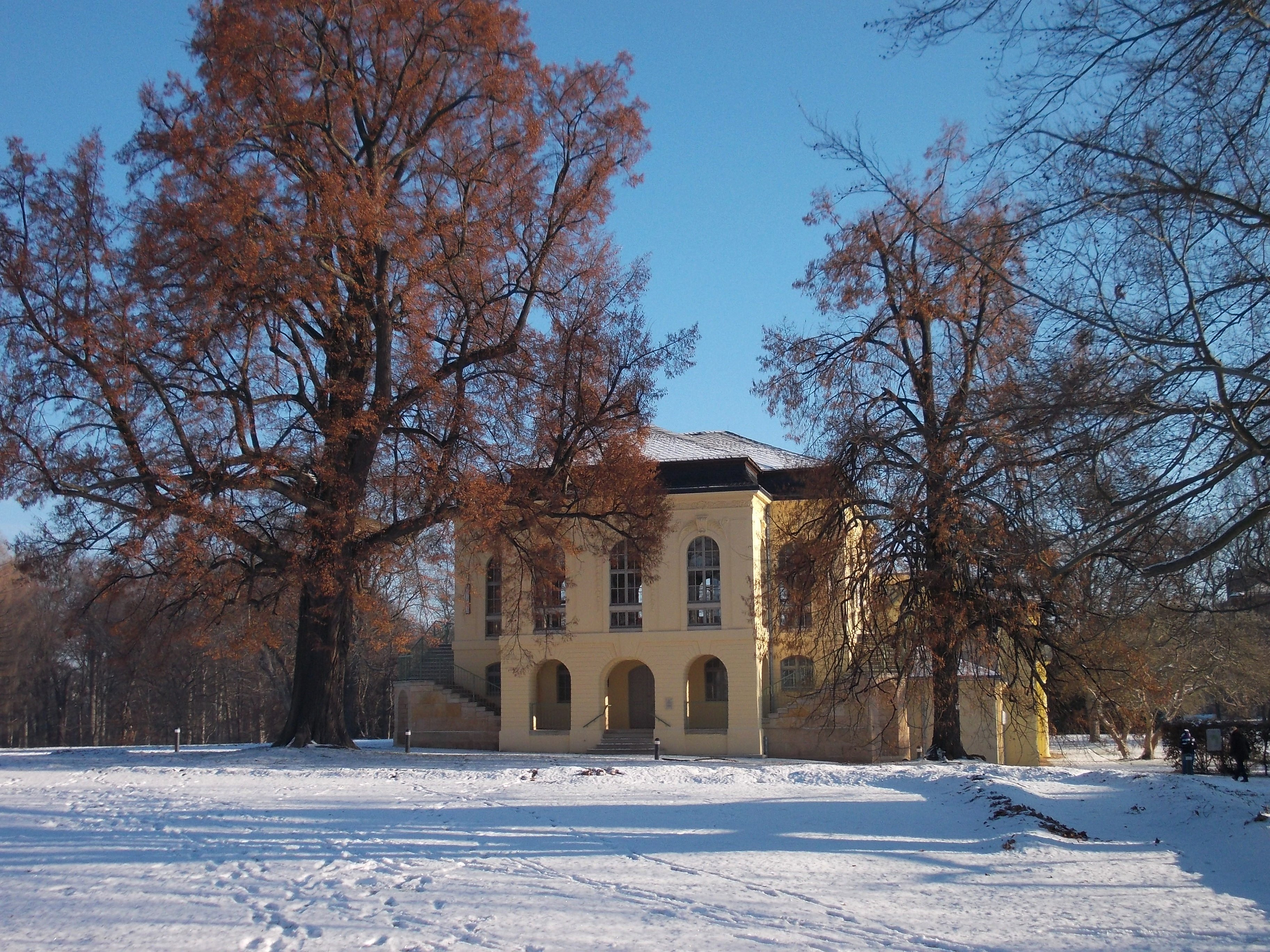
Teehaus im Schlosspark

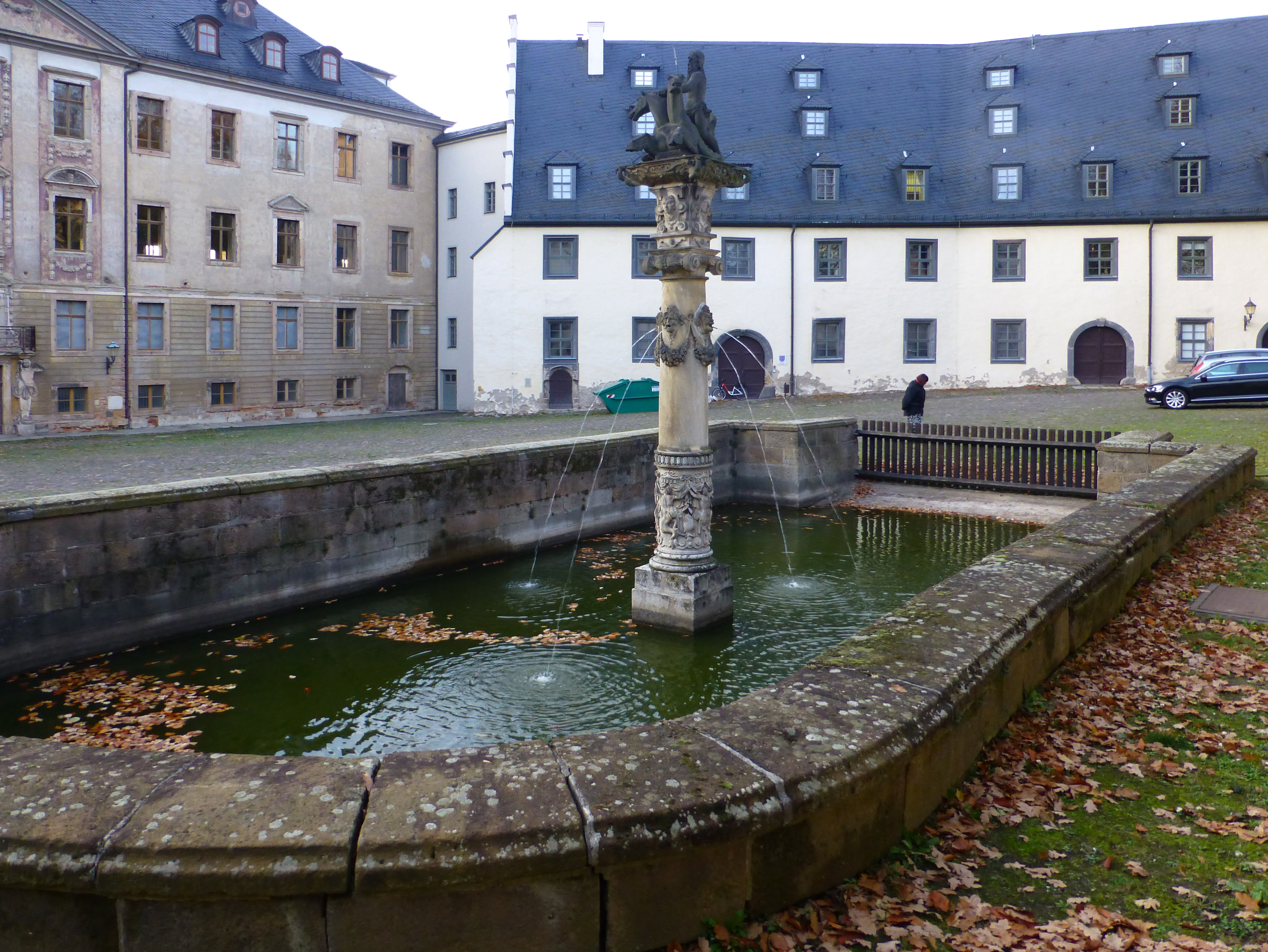
Pferdeschwemme im Schlosshof

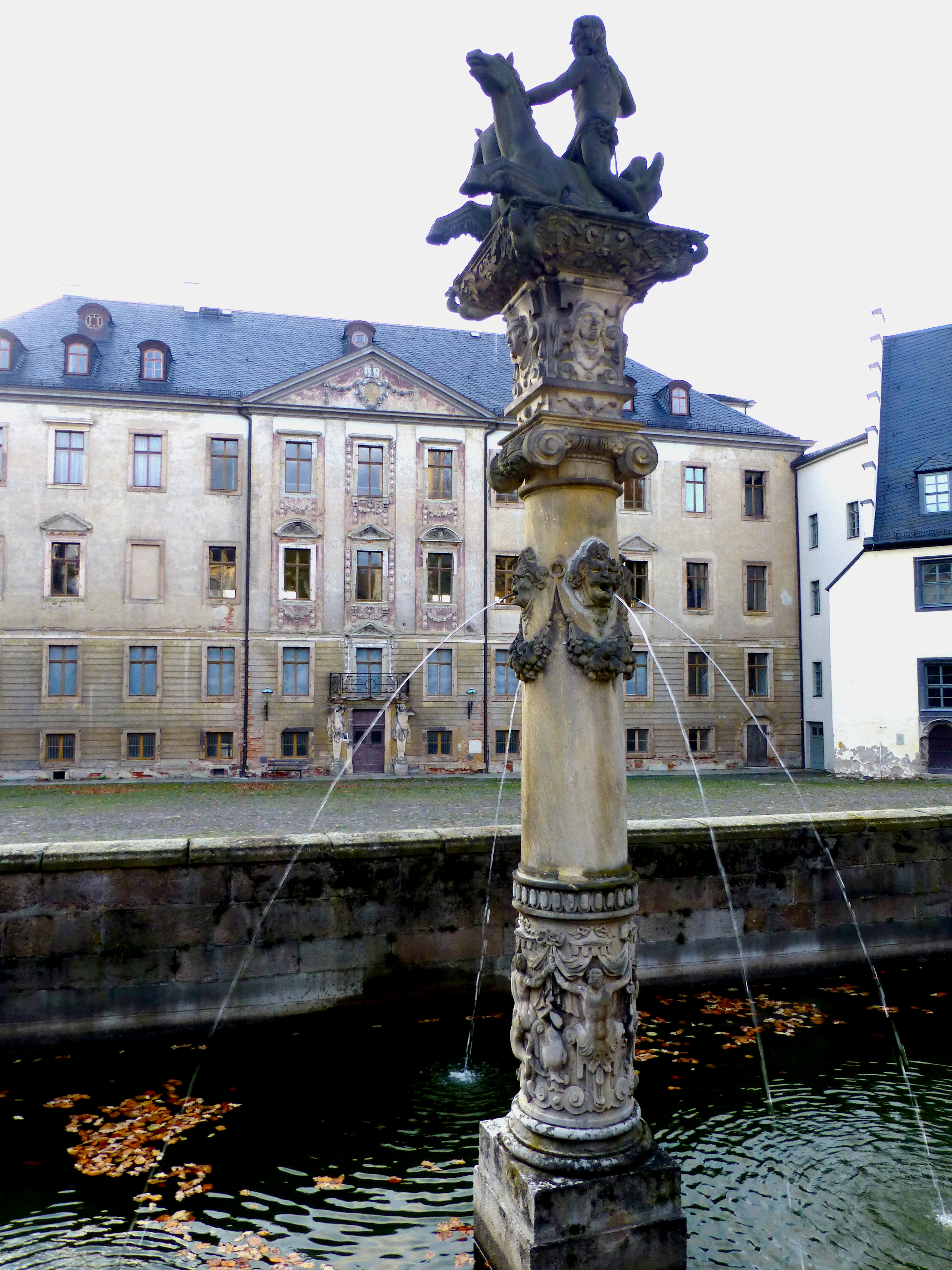
Neptunbrunnen in der Pferdeschwemme

#### Festsaal
Der Festsaal ist ein rund 8 Meter hoher zweistöckiger Raum, der zwischen 1730 und 1745 entstand. Nach einem Brand wurde der Saal 1865 wiedererrichtet. Den Saal prägend sind die Marmorsäulen, über denen sich die Empore befindet. Zudem schmückt ein großes Deckengemälde mit der Abbildung der mythischen Figuren Amor und Psyche den Saal.

#### Kirchensaal
Der Kirchensaal, auch Bachsaal genannt, wurde nach einem Brand 1905/1906 nach einem Entwurf Bodo Ebhardts in Neorenaissanceformen wiederhergestellt.

### Prinzenpalais und Hofmarschallamt
Das Prinzenpalais und das Hofmarschallamt wurden zwischen 1868 und 1871 errichtet, nachdem der Großbrand die vorher stehenden Gebäude zerstört hatte. Für den Bau war der herzogliche Baurat Julius Robert Enger (1820–1890) verantwortlich. Das Hofmarschallamt, das an der Stelle des ehemaligen spätgotischen Kornhauses steht, ist ein palaisartiges Gebäude im Stil der Neorenaissance. Im Prinzenpalais befanden sich im 19. und 20. Jahrhundert die Wohnungen der Mitglieder der herzoglichen Familie.

### Schlosskirche

#### Baugeschichte und Ausstattung
Die Schlosskirche St. Georg wurde von 1404 bis 1414 von den neuen wettinischen Herren im gotischen Stil gebaut. Durch einen Brand im Jahr 1444 stürzte das Kirchengewölbe ein und wurde im spätgotischen Stil als reichgeschmücktes Sterngewölbe mit Maßwerkverzierung wieder aufgebaut. Da sich das Schloss auf einem Felsen erhebt, ist die Kirche auf einem Altan erbaut.
Seit 1413 war die Schlosskirche auch Stiftskirche des Georgenstifts, bzw. des Kollegiatstifts St. Georg bis 1533.
Im Nordschiff befindet sich eine Seccomalerei aus dem Jahr 1488, sie zeigt Christus vor Pontius Pilatus. Das Chorgestühl stammt aus der Zeit um 1500. Die mit zahlreichen Figuren versehene Kanzel von 1595 befindet sich im Scheitel zwischen Chor und nördlichem Nebenschiff. Die Kirche erhielt in den Jahren 1644 bis 1649 einige barocke Neuausstattungen von Christoph Richter, so der zweistöckige Altar, die Betstühle, Emporen und die Fürstenloge.
Die Kirche ist seit der zweiten Hälfte des 17. Jahrhunderts Grabstätte für die herzogliche Familie, die Fürstengruft befindet sich im Nordschiff. Außerdem befindet sich das von Peter Vischer geschaffene Grab der Kurfürstin Margaretha von Sachsen, Tochter des Erzherzogs Ernst I. von Österreich und Mutter der Prinzen Ernst und Albrecht, aus dem Jahr 1486 vor den Altarstufen. Die Kurfürstin besaß die Münzstätte und das Münzrecht in Colditz.

#### Orgel
Auf der 1735 bis 1739 von Tobias Heinrich Gottfried Trost erbauten Orgel spielten unter anderem Johann Sebastian Bach und Johann Ludwig Krebs, welcher hier von 1756 bis 1780 Organist war. Die Posaune 32′, das Cornet und das Glockenspiel waren im Orgelbaukontrakt vom 13. Juni 1735 nicht vorgesehen und wurden 1737 nachträglich hinzugefügt. Wie damals im thüringischen Orgelbau üblich, enthalten auch die Mixturen der Schloßkirchenorgel Terzen. Als Initiator für den späteren Einbau der voluminösen 32′-Zungenstimme in der dafür relativ kleinen Orgel und Kirche wird Bach, der gute Kontakte zu Trost unterhielt und hier auch spielte, angenommen. Vermutlich aufgrund einer Anregung von Franz Liszt, der auf Einladung des damaligen Schloßorganisten Friedrich Wilhelm Stade öfters auf der Schloßkirchenorgel spielte, baute Friedrich Ladegast diese dem Zeitgeschmack entsprechend um. Er entfernte u. a. die 32′-Stimme im Jahr 1882. Die Prospektpfeifen fielen der Rüstungsindustrie des Ersten Weltkrieges zum Opfer. Der Großteil der Substanz von Trost blieb dennoch erhalten, jedoch verfiel die Orgel zusehends. Der schlechte Zustand der Kirche, in die es hineinregnete und in der Tauben ihre Ausscheidungen hinterließen, tat ein Übriges. Als Felix Friedrich Anfang der 1970er Jahre nach Altenburg kam, war die Orgel nur noch sehr eingeschränkt spielbar. Die 1000 Jahr-Feier Altenburgs 1976 war ein geeigneter Anlass, die verfallende Orgel bis dahin wieder in Ordnung zu bringen. Mit Hartnäckigkeit erreichte Friedrich bei den durchaus desinteressierten staatlichen Stellen, dass die Mittel für eine Instandsetzung schließlich bewilligt wurden. Hinzu kam Kritik aus Kirchenmusikerkreisen, die eher ein dem aktuellen Zeitgeschmack angepasstes Instrument, als eine auf den Originalzustand zurückrestaurierte Orgel wollten. Da DDR-Orgelbaufirmen zur Rekonstruktion der Zungenstimmen damals nicht imstande waren, genehmigte das Kulturministerium letztlich sogar Devisen für entsprechende Arbeiten im NSW, so dass die Orgelbaufirma Eule die Orgel 1974 bis 1976 auf den Zustand von 1739 zurückrestaurieren konnte. Unter anderem rekonstruierte Eule das 32′-Register durch den Kauf der Pfeifen von Firma Giesecke. Die Disposition lautet wie folgt:
| I Hauptwerk C–c3 |                    |     |
| 1.               | Groß-Quintadena    | 16′ |
| 2.               | Flaute traverse    | 16′ |
| 3.               | Principal          | 08′ |
| 4.               | Bordun             | 08′ |
| 5.               | Spitzflöte         | 08′ |
| 6.               | Viola di Gamba     | 08′ |
| 7.               | Rohrflöte          | 08′ |
| 8.               | Octave             | 04′ |
| 9.               | Kleingedackt       | 04′ |
| 10.              | Super Octave       | 02′ |
| 11.              | Blockflöte         | 02′ |
| 12.              | Quinte             | 03′ |
| 13.              | Sesquitaltera II   |     |
| 14.              | Mixtur VIII–IX     |     |
| 15.              | Trompete           | 08′ |
|                  | Glockenspiel c1–c3 |     |
|                  | Tremulant          |     |

| II Oberwerk C–c3 |                  |    |
| 16.              | Geigenprincipal  | 8′ |
| 17.              | Lieblich Gedackt | 8′ |
| 18.              | Vugara           | 8′ |
| 19.              | Quintadena       | 8′ |
| 20.              | Hohlflöte        | 8′ |
| 21.              | Gemshorn         | 4′ |
| 22.              | Flaute douce II  | 4′ |
| 23.              | Nasat            | 3′ |
| 24.              | Octave           | 2′ |
| 25.              | Waldflöte        | 2′ |
| 26.              | Superoctave      | 1′ |
| 27.              | Cornet V         |    |
| 28.              | Mixtur IV–V      |    |
| 29.              | Vox humana       | 8′ |
|                  | Tremulant        |    |

| Pedal C–c1 |               |     |
| 30.        | Principalbass | 16′ |
| 31.        | Violonbass    | 16′ |
| 32.        | Subbass       | 16′ |
| 33.        | Octavenbass   | 08′ |
| 34.        | Posaunenbass  | 32′ |
| 35.        | Posaunenbass  | 16′ |
| 36.        | Trompetenbass | 08′ |

- Koppeln: II/I, I/P

Nach dem 45-jährigen Wirken Felix Friedrichs als Schloßorganist ist Daniel Beilschmidt seit 2021 sein Nachfolger.

### Hausmannsturm
Der Hausmannsturm, im 12. Jahrhundert gebaut, ist einer von zwei erhaltenen Türmen der ursprünglich sieben Türme. Er ist mit 32 Metern das höchste Bauwerk der Schlossanlage. Der Mantelturm hatte ursprünglich nur einen Zinnenkranz und das rote Ziegelmauerwerk war nicht mit weißer Kalkschlämme überdeckt. Wann genau er seine heutige Dachhaube bekam, ist unbekannt. Im Inneren gibt es keine Etagen, sondern nur einen stufenlosen Wendelgang, der zum Turmzimmer führt. Dies erleichterte den Transport von Kanonen.

### Flasche
Die sogenannte Flasche ist ein Bergfried im romanischen Baustil, er wurde im Jahr 1000 gebaut. Der Turm hat abschnittsweise bis zu 4 Meter dicke Mauern und diente über die Jahrhunderte verschiedenen Aufgaben, so zum Beispiel als Wohnturm, Verlies, Kornspeicher oder zur Lagerung von Waffen. Sein spitzes Schieferdach erhielt der Turm 1561.

### Junkerei
Die Junkerei wurde als Pferdestall im 16. Jahrhundert erbaut. Erst später wohnten in dem Gebäude die Pagen und Junker. Die Josephterrasse befindet sich an der stadtwärtigen Seite. Die Junkerei wurde 1987 durch einen Brand fast komplett zerstört. Lediglich die Außenwände blieben bestehen. Erst nach der Wende wurde die Junkerei wieder aufgebaut. Heute hat hier das Thüringische Staatsarchiv Altenburg seinen Sitz.

### Torhaus
In der Zeit der Renaissance gebaut, bildete es bis 1640 den einzigen Zugang zur Burg.

### Waschhaus
Das Waschhaus, das direkt an der Flasche angrenzt, wurde 1864 gebaut. Das Gebäude im neogotischen Stil ersetzte dabei seinen Vorgängerbau. Im Innern befindet sich eine Zisterne, die vor allem für die Wasserversorgung des Schlosses zuständig war. Zurzeit wird das Gebäude als Wohnhaus genutzt.

## Ausstellungen
- Die erste öffentliche Ausstellung gab es bereits 1919. Gezeigt wurde die ehemalige herzogliche Rüst- und Antiquitätenkammer. 1923 kam das erste deutsche Spielkartenmuseum dazu. Die so genannte Skatheimat begann ihre Ausstellung mit Spenden der Altenburger Spielkartenfabrik, die dem Museum Spielkarten, Druckformen und Werkzeuge überließ. Die Gestaltung des Raums der Skatheimat wurde von Otto Pech vorgenommen. Bis zum Beginn des Krieges war die Sammlung auf 6000 Exponate angewachsen. Die Sammlung bestand aus einer Vielzahl unterschiedlicher Spielkarten aus aller Welt. 1946 wurde dann so gut wie alles aus dem Schloss nach Russland abtransportiert. Viele Museumsstücke sind spurlos verschwunden. Mit der Zeit füllte sich der Bestand im Museum wieder, sodass sich heute im Museum eine große Anzahl von Spielkarten aus verschiedenen Jahrhunderten befindet. Der Bestand des Museums ist damit zu dem umfassendsten seiner Art in Europa angewachsen. Das Spielkartenmuseum befindet sich in der ersten Schlossetage des Corps de Logis.
- Herzogliche Gemächer 19./20. Jahrhundert: Im 19. Jahrhundert haben die Herzöge der jüngeren Linie Altenburg baulich sein heute noch prägendes Gesicht verliehen. Das Theater, Museen, der Marstall, der Bahnhof, das Landratsamt, die Landesbank und viele weitere Gebäude entstanden. Altenburg war zur Mitte des 19. Jahrhunderts nach Erfurt die größte Stadt auf dem heutigen Gebiet Thüringens und mit der entsprechenden Wirtschaftskraft, auch im Zuge der Erschließung von Braunkohlegebieten und des Eisenbahnbaus, ausgestattet. Es verzeichnete ein reges Geistesleben. Der Ausstellungsbereich „Herzogliche Gemächer 19./20. Jahrhundert“ zeichnet dieses Geschichte nach, zu seinem Beginn u. a. mit den fünf Video-Monologen der fünf regierenden Herzöge (die Videos wurden eingespielt und entwickelt in Kooperation mit Theater und Philharmonie Thüringen). Er befindet sich in der zweiten Schlossetage des Corps de Logis.
- Herzogliche Gemächer 17./18. Jahrhundert: Das Wirken der älteren herzoglichen Linie findet sich in diesem Ausstellungsbereich ebenso angerissen, wie Wohnkultur des 17./18. Jahrhunderts dargestellt ist. Dieser Ausstellungsbereich auf der dritten Etage des Corps de Logis.
- Lindenausche Sammlungen (u. a. Porzellansammlung von Bernhard von Lindenau), die Rüstkammer, das Sibyllenkabinett und eine Uhrensammlung sind weiterhin in Dauerausstellungsbereichen der dritten Etage zu finden.
- Wechselausstellungen: In der ersten Schlossetage sind der Goldsaal und angrenzende Räumlichkeiten Orte wechselnder Ausstellungen.
- Seit 2021 findet während der Sanierung des Museumsgebäudes am Fuß des Schlossberges die Sonderausstellung des Lindenau-Museums im Prinzenpalais des Residenzschlosses Altenburg statt.